# Sauce chien
Sauce chien (französisch; auf Deutsch etwa „Hundesauce“) ist eine aus verschiedenen Gemüsen, Kräutern und Gewürzen bestehende grüne Sauce, die in der französischsprachigen Karibik und in Guyana populär ist. Sie wird zu Gegrilltem (Fisch oder Fleisch) sowie zu Meeresfrüchten gereicht.

## Etymologie und Geschichte
Zwar ist chien das französische Wort für „Hund“, Namensgeber der Sauce ist jedoch der Messerhersteller Chien aus dem französischen Thiers, dessen Produkte in der französischsprachigen Karibik weite Verbreitung erfuhren. Als abweichende Einzelmeinung vertritt die New-York-Times- und Kochbuchautorin Florence Fabricant die These, der Name rühre von der französischen Redewendung avoir du chien (auf Deutsch etwa „das gewisse Etwas haben“) her.
Historisch wurden anstelle von Schalotten die Früchte des ursprünglich aus Zentralafrika stammenden Baumes Afrostyrax lepidophyllus verwendet. Die lokal rondelles oder (in Guyana) country onions genannten Steinfrüchte vereinen die Geschmäcker von Zwiebel und Knoblauch in sich, werden aber in der urbanen Küche kaum noch verwendet.
Sauce chien ist mittlerweile als industriell hergestelltes Produkt in karibischen Supermärkten sowie durch einen kontinentalfranzösischen Kleinhersteller erhältlich.

## Zubereitung
Grundzutaten der Sauce sind lokale Chilis (typischerweise Scotch Bonnet, die verbreitetste Art der Karibik), Frühlingszwiebel, Knoblauch, Limettensaft, Pfeffer, Salz und Zwiebeln (zumeist Schalotten) sowie Öl und Essig. Weitere Zutaten unterliegen dem Geschmack des Herstellers, gängig sind unter anderem Ingwer, Koriander (in der Karibik in aller Regel Langer Koriander), Lorbeer, glatte Petersilie, Tomaten und Thymian. Die Zutaten werden entweder kleingeschnitten und vermengt oder im Mixer püriert. In den meisten Rezepten wird unmittelbar vor dem Vermengen bzw. Pürieren etwas heißes Wasser zugegeben. Werden die Bestandteile der Sauce nur kleingeschnitten und nicht püriert, wird eventuell verwendeter Koriander erst kurz vor dem Servieren untergemengt.
Neben der Verwendung als Sauce zu Gegrilltem und Meeresfrüchten findet die Sauce Chien auch als Marinade und Salatdressing Verwendung.